# Palaeoblacus aculeatus
Palaeoblacus aculeatus är en stekelart som beskrevs av Statz 1936. Palaeoblacus aculeatus ingår i släktet Palaeoblacus och familjen bracksteklar. Inga underarter finns listade i Catalogue of Life.